# كارل ويذرز
كارل ويذرز (14 يناير 1948 - 1 فبراير 2024) هو ممثل، ومخرج سينمائي، ومنتج أفلام، ولاعب كرة قدم أمريكية، وممثل أفلام، وممثل تلفزيوني من الولايات المتحدة الأمريكية. ولد في نيو أورلينز، لويزيانا.

## التعليم
تعلم في جامعة سان دييغو الحكومية.

## الوفاة
توفي في 1 فبراير 2024 عن عمر ناهز السادسة والسبعين.

## وصلات خارجية
- كارل ويذرز على موقع مرجع كرة القدم المحترفة.كوم (الإنجليزية)
- كارل ويذرز على موقع JustSportsStats.com (الإنجليزية)
- كارل ويذرز على موقع IMDb (الإنجليزية)
- كارل ويذرز على موقع ميتاكريتيك (الإنجليزية)
- كارل ويذرز على موقع روتن توميتوز (الإنجليزية)
- كارل ويذرز على موقع ألو سيني (الفرنسية)
- كارل ويذرز على موقع أول موفي (الإنجليزية)
- كارل ويذرز على موقع قاعدة بيانات الأفلام السويدية (السويدية)
- كارل ويذرز على موقع إن إن دي بي (الإنجليزية)
- كارل ويذرز على موقع ديسكوغز (الإنجليزية)
- كارل ويذرز على موقع قاعدة بيانات الفيلم (الإنجليزية)
- كارل ويذرز على موقع كينوبويسك (الروسية)